# Passagem Franca do Piauí
Passagem Franca do Piauí är en kommun i Brasilien.   Den ligger i delstaten Piauí, i den östra delen av landet, 1 300 km nordost om huvudstaden Brasília. Antalet invånare är 4 546.
Omgivningarna runt Passagem Franca do Piauí är huvudsakligen savann. Runt Passagem Franca do Piauí är det mycket glesbefolkat, med 4 invånare per kvadratkilometer.